# Волков, Владимир Сергеевич
Владимир Сергеевич Волков (1848—1912) — генерал-лейтенант, член Военного совета Российской империи.

## Биография
Владимир Волков родился 17 марта 1848 года; происходил из дворян Казанской губернии. Образование получил во 2-м Московском кадетском корпусе (1864), 3-м военном Александровском и Михайловском артиллерийском училищах.
Выпущен 17 июля 1867 года подпоручиком в Кронштадтскую крепостную артиллерию. 23 октября 1868 года произведён в поручики и 31 октября 1871 года — в штабс-капитаны. В 1872 году окончил курс Михайловской артиллерийской академии и был переведён в 1-ю гренадерскую артиллерийскую бригаду, а через два года поступил в Николаевскую академию Генерального штаба.
По окончании курса, в марте 1877 года, уже в чине капитана (произведён 9 декабря 1876 года), Владимир Сергеевич Волков был причислен к Генеральному штабу, с назначением на службу в штаб Гренадерского корпуса, состоявшего в Действующей армии; перешёл границу и переправился через Дунай и поступил в состав Плевненского отряда обложения, под начальством князя Карла Румынского. Здесь он участвовал во взятии Плевны, а потом до заключения Сан-Стефанского мира был за Балканами. За боевые отличия награждён орденами св. Станислава 2-й степени с мечами и св. Владимира 4-й степени с мечами и бантом.
По окончании войны 6 апреля 1878 года назначен исправляющим должность штаб-офицера при штабе Гренадерского корпуса. 20 апреля 1880 года, за отличие по службе, произведён в подполковники и был командирован в Закаспийский край временно исправляющим должность начальника штаба войск этого края и за участие в сражении с туркменами награждён орденом Святой Анны 2-й степени с мечами.
По возвращении из командировки произведён в полковники (29 января 1882 года) и последовательно занимал должности: начальника штаба сначала 35-й пехотной (с 21 ноября 1884 года), а затем 2-й гренадерской (28 апреля 1885 года) дивизий, командовал 136-м пехотным Таганрогским (с 10 мая 1892 года) и 3-м гренадерским Перновским (с 2 июля 1892 года) полками.
17 апреля 1896 года назначен начальником штаба войск Южно-Уссурийского отдела, с переводом в Генеральный штаб, 14 мая того же года произведён в генерал-майоры. Затем с 12 октября 1897 года состоял для поручений при командующем войсками Приамурского военного округа и с 2 апреля 1898 года был начальником 3-й Восточно-Сибирской стрелковой бригады. С 26 января 1899 года по 7 февраля 1901 года служил, командуя сначала 65-й пехотной резервной, а затем 4-й стрелковой бригадами (с 11 июля 1900 года).
31 января 1901 года Волков был произведён в генерал-лейтенанты за отличия в делах против китайцев и 7 февраля был назначен помощником командующего войсками Квантунской области и начальника её штаба.
12 апреля 1904 года назначен членом Военного совета, но в Санкт-Петербург сразу не прибыл, поскольку во время русско-японской войны был оставлен на Дальнем Востоке состоять в распоряжении командующего Маньчжурской армией. В конце войны он временно командовал 17-м армейским корпусом. За отличия в эту кампанию награждён золотым оружием с надписью «За храбрость».
3 января 1906 года формально уволен в отставку, однако в феврале ещё числился временным командующим 17-м армейским корпусом.
Владимир Сергеевич Волков скончался 12 февраля 1912 года.

## Награды
Среди прочих наград Волков имел ордена:
- Орден Святого Владимира 4-й степени с мечами и бантом (1877 год)
- Орден Святого Станислава 2-й степени с мечами (1877 год)
- Орден Святой Анны 2-й степени с мечами (1881 год)
- Орден Святого Владимира 3-й степени (1887 год)
- Орден Святого Станислава 1-й степени (1 января 1901 года)
- Орден Святой Анны 1-й степени с мечами (2 сентября 1902 года, «За отличия в делах против китайцев»)
- Орден Святого Владимира 2-й степени (28 марта 1904 года)
- Орден Белого орла (5 марта 1905 года, «За отлично-усердную службу и труды, понесённые во время военных действий»)
- Золотое оружие с надписью «За храбрость» (12 февраля 1906 года)
- Персидский орден Льва и Солнца 3-й степени (1882 год)